# 丸野駅
丸野駅（まるのえき）は、かつて岐阜県恵那郡川上村（現・中津川市）に存在した、坂川鉄道の貨物駅（廃駅）である。坂川鉄道の終着駅（旅客営業は前駅の奥屋駅まで）であった。

## 歴史
- 1926年（大正15年）12月12日 - 坂川鉄道新坂下駅 - 当駅間が開通し、終着駅として開設される[2]。
- 1944年（昭和19年）12月1日 - 坂川鉄道が廃止され、当駅も廃止される[3]。なお、坂川鉄道の路線は林野局に譲渡され、森林鉄道の坂下森林鉄道の一部となったため、駅としてではなく、坂下森林鉄道と森林鉄道の田立森林鉄道との接続施設として存続する。
- 1956年（昭和31年） - 坂下森林鉄道の旧坂川鉄道の区間廃止。
- 1961年（昭和36年） - 坂下森林鉄道廃止により接続施設廃止[4]。

## 駅構造
無人駅であり、坂下森林鉄道と接続していた。

## 駅周辺
木曽川支流である川上川上流に位置しており、岐阜県道411号裏木曽公園線の起点にもなっている。
- 裏木曽県立自然公園
- 竜神の滝

## 現在の状況
- 当駅跡地は夕森公園となっている。

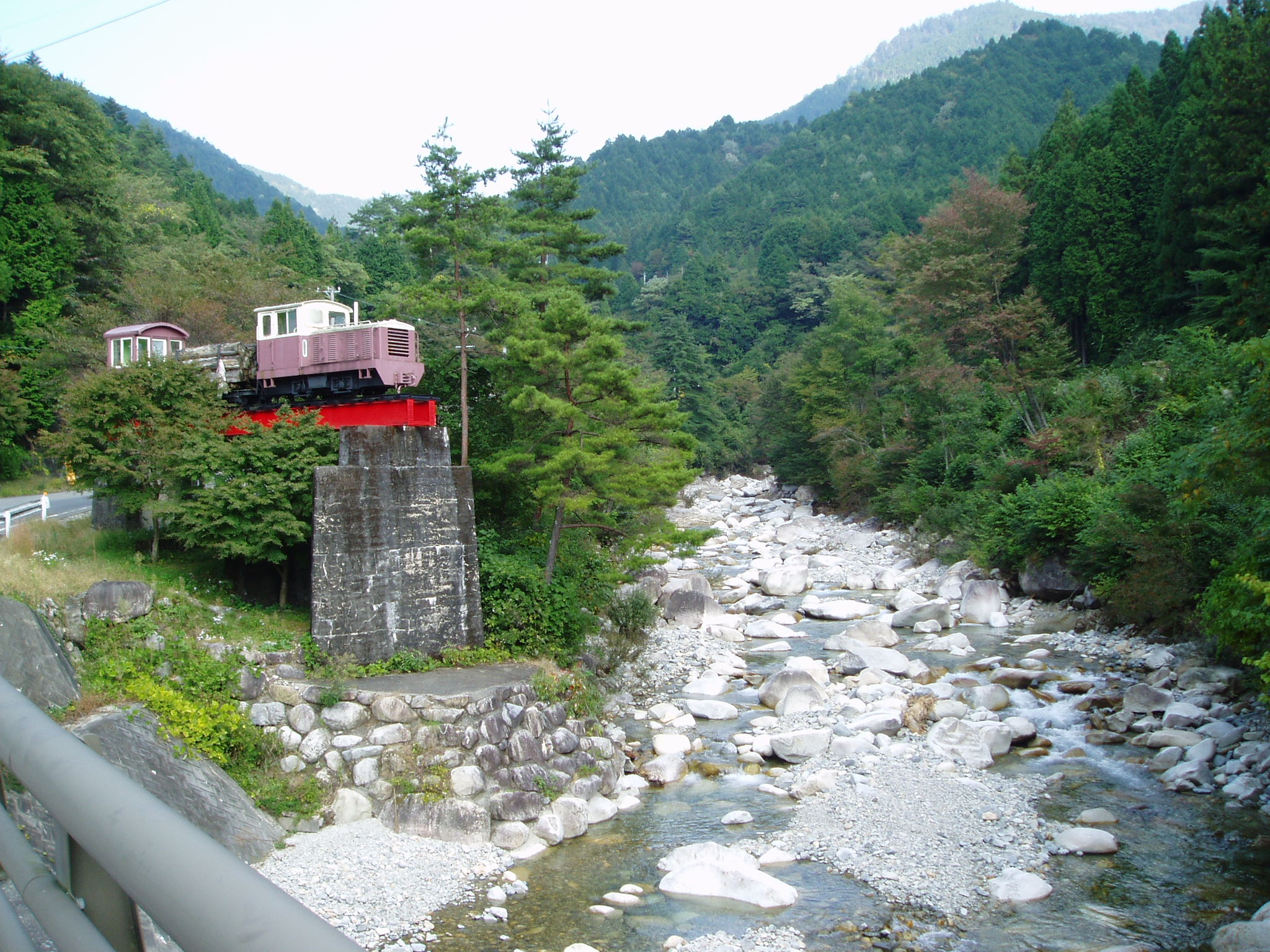
一部保存された坂川鉄道の橋梁および車両（2011年10月）

- 当駅付近を流れる川上川には当時の橋梁の一部が保管され、ディーゼル機関車と貨車が静態保存されている[5]。ただし、車両は当地で使用されたものではなく、長野県の森林鉄道の車両である。

## 隣の駅
坂川鉄道
坂川鉄道線
奥屋駅 - （貨）丸野駅